# Provini nel cassetto
Provini nel cassetto è il titolo di un album discografico di Ignazio Scassillo, pubblicato nel 2010. Nel 2020 è stato pubblicato un album rimasterizzato con il nome Provini nel Cassetto - Remastered 2020.

## Tracce
1. Sono di Napoli
2. Il Camorrista
3. Blin Blin Blin
4. Cos'è l'amore
5. Luna Blu
6. Pinocchio
7. Chissà se lo sai
8. Il treno
9. Donne Sole
10. Luna del Sud
11. È mancata la corrente
12. Mediterranea